# José Regalo
José Alberto Teixeira Regalo (Mateus, Vila Real, 22 de novembro de 1963) é um antigo atleta português, especialista em corrida de fundo.
José Regalo tem a particularidade de ter nascido no mesmo dia que os gémeos Domingos e Dionísio Castro, também eles atletas de fundo.
José Regalo teve como treinador Alfredo Barbosa.
Foi recordista nacional de 3000 metros com obstáculos de 1986 até 2003.
Participou dos Jogos Olímpicos de 1988 em Seul, na prova de 5 000 metros.
No corta-mato foi varias vezes ao Campeonato Mundial e ao Campeonato Europeu, sendo neste ultimo por duas vezes campeão por equipas (em 1996 e 1997) e uma vez vice-campeão (em 1995).

## Participações internacionais
Jogos Olímpicos
- Seul 1988 - 5 000 metros - desistiu

Campeonatos Mundiais
- Roma 1987 - 3000 m obst. - 11º
- Estugarda 1993 - 10 000 metros - desistiu

Campeonatos Europeus
- Estugarda 1986 - 3000 m obst. - 9º

Campeonatos Europeus em Pista Coberta
- Madrid 1986 - 3000 metros - 7ºel

## Recordes pessoais
- 1500 metros – 3.40,10 – 2 julho 1988 – Maia
- 3000 metros – 7.43,00 – 20 agosto 1989 – Colónia
- 5 000 metros – 13.15,62 – 19 agosto 1988 – Bruxelas
- 10 000 metros – 28.02,40 – 23 abril 1988 – Lisboa
- 3000 m obst. – 8.20,70 – 3 setembro 1987 – Roma
- Meia maratona – 1.02,36 – 3 novembro 1996 – Aveiro